# Phyllota remota
Phyllota remota är en ärtväxtart som beskrevs av James Hamlyn Willis. Phyllota remota ingår i släktet Phyllota och familjen ärtväxter. Inga underarter finns listade i Catalogue of Life.